# Mesoleptus vigilatorius
Mesoleptus vigilatorius là một loài tò vò trong họ Ichneumonidae.